# Michel Orcel
Pour les articles homonymes, voir Orcel.
 (novembre 2018).
Michel Orcel, né le  22 juin 1952 à Marseille, est un écrivain, traducteur, italianiste, islamologue, éditeur et psychanalyste français.

## Biographie
Diplômé de l’Institut d'études politiques de Paris dans la section service public, en 1974, il passe une maîtrise de métaphysique chrétienne (dir. Claude Tresmontant) et un DEA d'islamologie (sous la direction de Roger Arnaldez), puis soutient une thèse de doctorat ès lettres et sciences humaines (études italiennes), dirigée par Mario Fusco. Il obtient en 1996 son habilitation à diriger des recherches doctorales (HDR) à l'université de Tours (sous la direction de Frank La Brasca). 
Il a été chercheur à l’Institut universitaire européen de Florence en 1976-1977 et pensionnaire à l’Académie de France à Rome de 1981 à 1983. Il a été maître de conférences à l'Université de Rennes (1993-1997), où il a fondé une chaire d'histoire de l'opéra italien .
Professionnellement, il a débuté comme critique littéraire et musical (Vogue, L'Avant-Scène Opéra, Lyrica, etc.), avant de se tourner vers la traduction, vers l'enseignement et vers la psychanalyse.

## Psychanalyse
Formé à Paris et successivement analysé par Jean-Pierre Maïdani Gérard (SPF, EPCI), par Manuel Garcia Barroso (SPP) et par Kathleen Kelley-Lainé (SPP), il a exercé à Paris et à Marrakech jusqu'en 2012, avant de s'établir à Nice. 
Il a quitté en 2014 la Société de Psychanalyse freudienne (SPF, Paris), dont il était membre praticien. Bien qu'il se considère avant tout comme un clinicien (dans la lignée de Winnicott et Ferenczi), il a fait un usage fructueux de l'apport psychanalytique pour la critique littéraire (voir notamment sa thèse de doctorat, Langue mortelle, et ses essais intitulés Italie obscure).

## Littérature
Auteur de poésies, de fictions, d'essais, de travaux encyclopédiques, de traductions, il a notamment obtenu le Prix Nelly Sachs (Prix européen de littérature et de traduction, 2001) pour sa traduction du Roland furieux, le prix Jules Janin (2003) de l’Académie française pour sa traduction de la Jérusalem libérée, enfin le Grand Prix de poésie de l'Académie française pour l'ensemble de son œuvre poétique. 
Ces dernières années, il a publié La Destruction de Nice ; un cahier de traductions de diverses langues : Ô nuit pour moi si claire ; une traduction radicalement nouvelle de la Divine Comédie (La Dogana, Genève) saluée par Ph. Jaccottet, et un roman historique, Le Jeune Homme à la mule, paru chez Pierre-Guillaume de Roux (Paris) , élogieusement recensé , ; un recueil d'audacieux "billets" intitulé Paradoxa (Arcades Ambo, 2022) et un volume regroupant ses essais les plus importants sur Leopardi (Poésie, pensée, psyché). En mai 2025, il publie un recueil de Douze Sonnets ainsi que ses Mémoires écrits sur l'eau (1952-2022), où il récapitule en près de sept cents pages, non seulement les événements de sa vie privée depuis l'enfance, mais l'ensemble de sa carrière littéraire et intellectuelle. La même année, Alban Pérès et lui reçoivent de l'Académie française un Prix d'Académie pour les trois tomes de leur Dictionnaire raisonné des devises.

## Édition
Dans les années 1980, pendant près de dix années, Michel Orcel a animé avec Alain de Gourcuff, la revue et les éditions de L'Alphée.
En 1997, il fonde la revue des Recherches romanes et comparées notamment parrainée par Yves Bonnefoy, Jean Starobinski, Jean-Pierre Richard, Nicholas Mann (en)), qui, faute d'une aide du CNRS, doit mettre fin à son activité deux années plus tard.
En 2015, il fonde à Nice avec quelques amis les éditions ARCADES AMBO, dont il dirige les collections « Littérature et Sciences humaines » et « Poésie ».

## Autres
Michel Orcel est membre du comité scientifique de la Rivista Internazionale di Studi Leopardiani, membre de la Société des Gens de lettres, de l'Association des traducteurs littéraires de France (ATLF), de la Société française d'héraldique et de sigillographie, membre d'honneur de l'Accademia della Pigna de San Remo . 
Jusqu'en 2023, il a servi comme officier dans la réserve citoyenne, rattachée à la Délégation militaire départementale des Alpes-Maritimes.

## Distinctions
- 2009 : Commandeur dans l'Ordre de l'Étoile d'Italie. (Ordine della Stella d'Italia)[15].
- 2001 : Prix Nelly Sachs (Prix européen de littérature et de traduction)
- 2003 : Prix Jules Janin de l’Académie française
- 2020 : Grand Prix de poésie de l'Académie française pour l'ensemble de son œuvre poétique[16].
- 2025 : Prix d'Académie, médaille de vermeil (avec Alban Pérès) pour les trois tomes du Dictionnaire raisonné des devises.

## Œuvres

### Poésie, essais, fictions, dictionnaires
- Le Théâtre des nues, L'Alphée, Paris, 1981
- Les Liens, L'Alphée, Paris, 1982
- Élégie, suivi de Parva domus, La Dogana, Genève, 1984
- Destin, Le temps qu’il fait, Cognac, 1987
- Langue mortelle, préface de J. Starobinski, L’Alphée, Paris, 1987
- Odor di femina, Le temps qu'il fait, Cognac, 1989
- N. N. ou L’amour caché, Grasset, Paris, 1989
- Trois guerriers plus un, Le temps qu’il fait, Cognac, 1993
- Le Sentiment du fer, Grasset, Paris, 1994
- Histoire d'une ascension, Le temps qu'il fait, Cognac, 1996
- Italie obscure, Librairie Belin, Paris, 2001
- Verdi. La vie, le mélodrame, Grasset, 2001
- Les Larmes du traducteur, Grasset, Paris, 2002
- Voyage dans l’Orient prochain, La Bibliothèque, Paris, 2004
- Napoléon Promenade, Ed. du Rocher, Paris, mai 2007
- Le Livre des devises, Le Seuil, Paris, 2009
- De la dignité de l'islam, Bayard, Paris, 2011
- L'invention de l'islam. Enquête historique sur les origines, Perrin, Paris, 2012
- Jardin funeste, Arcades Ambo éd., Nice, 2015
- La Destruction de Nice, proses, Pierre-Guillaume de Roux éditeur, Paris, 2016
- Ô nuit pour moi si claire, cahier de traduction (de Properce à Shelley), La Dogana, Genève, 2016
- Dictionnaire raisonné des devises (tome I), en coll. avec Alban Pérès, Arcades Ambo éd., Nice, 2017
- Dictionnaire raisonné des devises (tome II), en coll. avec Alban Pérès, Arcades Ambo éd., Nice, 2020
- Dictionnaire raisonné des devises (Tome III), en coll. avec Albéna Pérès, Arcades Ambo éd., Nice, 2024
- Armorial des poèmes carolingiens de la cour de Ferrare, en coll. avec Alban Pérès, Arcades Ambo éd., Paris-Nice, 2018
- Le Jeune Homme à la mule, Pierre-Guillaume de Roux éd., Paris, 2019
- L'Anti-Faust (suivi d'un sonnet et de deux Idylles de Leopardi), Obsidiane, 2020
- Histoire et patrimoine de la seigneurie de Sigale, Arcades Ambo éd., Nice 2021.
- Paradoxa, Arcades Ambo, Nice, 2022.
- Leopardi (poésie, pensée, psyché), Arcades Ambo éd., Nice, 2023.
- Douze Sonnets, Arcades Ambo, Nice, 2025.
- Mémoires écrits sur l'eau, Arcades Ambo, Nice, 2025.

### Principales traductions
- Les Chants de Leopardi, préf. de Mario Fusco, L'Âge d'homme, Lausanne, 1982.
- Le Sixième Tome du Moi d'Ugo Foscolo, L'Alphée, Paris, 1984
- Dix Petites Pièces philosophiques de Leopardi, Le Temps qu'il fait, Cognac, 1985 (2e éd. 1991; 3e éd. 2009)
- Poèmes et fragments de Leopardi, La Dogana, Genève, 1987
- L'Ultime Déesse d'Ugo Foscolo, La Différence, Paris, 1989
- Poésies de Michel-Ange, Imprimerie Nationale, Paris, 1993
- Trois Livrets pour Mozart de Lorenzo Da Ponte, préf. de Jean Starobinski, Flammarion GF, Paris, 1994
- Chants / Canti de Leopardi, Flammarion, Paris, 1995 (rééd. GF, 2005)
- Roland furieux de l'Arioste, Le Seuil, Paris, 2000 (édition revue et amendée dans la coll. Points, du Seuil, en 2021)
- Jérusalem libérée du Tasse, Gallimard Folio, Paris, 2002
- Rimes et plaintes du Tasse, Fayard, Paris, 2002
- Sourates et fragments du Coran, La Bibliothèque, Paris, 2009
- Le Messager du Tasse, Verdier, Paris, 2012
- La Beffa di Buccari (Un pied de nez aux Autrichiens) de Gabriele d'Annunzio, La Bibliothèque, Paris, 2014
- Copernic (dialogue) de Leopardi, Arcades Ambo éd., Paris-Nice, 2015
- La Divine Comédie) de Dante, La Dogana, Genève, 2019 (L'Enfer), 2020 (Le Purgatoire), 2021 (Le Paradis).